# Pavel Koudelka
Pavel Koudelka je český hudebník, hráč na bicí nástroje a hudební producent, vystudovaný elektroinženýr. Má za sebou působení v hudebních tělesech jako je uskupení Dunaj,  Z kopce,  BOO,  nebo skupina Mňága a Žďorp.

## Život
Pochází z Bruntálska. S hudbou začínal na hodinách klavíru, na bicí nástroje nejdříve jako samouk, během studií na gymnáziu pak navštěvoval lekce v Základní umělecké škole. První významnou hudební skupinou, ve které hrál v letech 1985–1995 spolu s Petrem Vášou, byla skupina Z kopce, pak Ošklid a A-beat. Ze skupiny Z kopce přešel do brněnské kapely Dunaj a následovala kapela BOO. Současně byl zakládajícím členem kapely Škaredá holka. V roce 2002 se stal členem skupiny Mňága a Žďorp, kde hrál až do roku 2016. V současné době působí spolu s Vladimírem Václavkem a Josefem Ostřanským a Janou Vébrovou v Dunaji, je kapelníkem v brněnské skupině Led Zeppelin revival a A-beat, současně hraje v projektu Wolf Lost IN The Poem, Koledy - Eva Kratochvílová a občas hostuje jako záskokový bubeník s Monika Načeva.

## Hudební skupiny
- Dechový orchestr mladých Bruntál (1980–1984)
- GAN (1984–1985)
- Z kopce (1985–1993)
- Ošklid (1987–1988)
- Škaredá holka (1991–1994)
- A-beat (1990–doposud)
- Dunaj (1992–1997, 2018–doposud)
- Led Zeppelin Revival (1995–doposud)
- Mňága a Žďorp (2002–2017)
- Krutnava (1995–1997)
- Slet bubeníků (2008–doposud)
- Rybova mše vánoční (2008–doposud)
- Kucharski (2017–2019)
- Zesilovači – duo Fajt - Koudelka (2018–doposud)
- Zadáci (2019–2022)
- Wolf Lost In The Poem (2024–doposud)
- Eva Kratochvílová Koledy

## Diskografie[3]
- Z kopce – Rock debut 4 (Panton, 1989)
- Z kopce – Big beat (Panton 1989) https://open.spotify.com/album/5rS3ZD9vH8soqA6DstRkiF
- Z kopce – Plné žaludky X Velké Cíle (Panton, 1990) https://open.spotify.com/album/35k8JCvRxHIR7Y5yLPVkSF
- Z kopce / Ošklid ‎– Ještě Pořád Tady Je Naděje II. (1992) https://open.spotify.com/artist/3N4tiwtWe19uMsNMny7xEA
- Z kopce / Ošklid – Živě! (Anne Records, 2000)
- Ošklid – Rock Debut 5
- Dunaj ‎– Dudlay (1993) https://open.spotify.com/search/dunaj%20dudlay
- Dunaj ‎– IV. (1994) https://open.spotify.com/album/4r4pflwZt1fbQUHrol6BhW
- Dunaj a Iva Bittová - Pustit musíš (1996)
- Dunaj - La La Lai (1996) https://open.spotify.com/album/3uJDM5HQvIiHMaiGgK8kb9
- Krutnava – Písničky Veselý O Smutnym Životě (Anne Records, 2001) https://open.spotify.com/album/4yTBs1IihCWGqeUri1FxCm
- Mňága A Žďorp – Web Site Story (Monitor, 2003)
- Mňága A Žďorp – Na Stanici Polární (Monitor, 2008)
- Mňága A Žďorp – Takže Dobrý (Monitor, 2010)
- Mňága A Žďorp – Made In China (Surikata Records, 2014)
- Mňága A Žďorp – On Stage (Surikata Records, 2014, DVD)
- Mňága A Žďorp – Dutý, Ale Free (Monitor, 2006)
- BOO - Listen (Indies Records, 2002) https://open.spotify.com/search/boo%20listen
- BOO - BOO (Indies Records, 1999)  https://open.spotify.com/album/19OeGVrivLyZy2OLX4oNaB
- Dunaj (hudební skupina) - Za vodou  (Animal music2022) https://open.spotify.com/album/3iCAyd4E9p1RDa2B523ZbB
- Kudla s kapelou - Kudla v krabici (2019, bicí a produkce) https://open.spotify.com/artist/7v7xOQ3PZ8OR2hP0isevqb
- Kudla s kapelou v Krabici - Adios Panama  (2021, bicí, koprodukce ) https://open.spotify.com/search/adios%20panama
- Wolf Lost In The Poem - Indigem (Tranzistor 2024) https://open.spotify.com/search/wolf%20lost
- BOO  - Things 2024 (Rustical Records) https://open.spotify.com/artist/1WXs5OXBOs9HcNf7WeWuTJ
- Eva Kratochvílová - Koledy 2024   https://open.spotify.com/album/0pX7P5WeJVlCwTTxpGG2yT
- Dunaj - Mňau  2025 (Animal music) https://open.spotify.com/album/44miX9fDVzA6pg447OHN9q?si=TXTpn7FMQEq4UVinP3zpog